# El novè grau
"El novè grau" (títol original en anglès "The Nth Degree") és el dinovè episodi de la quarta temporada de la sèrie de televisió de ciència-ficció estatunidenca Star Trek: La nova generació, i el 93è de tota la sèrie. Es va emetre originalment en redifusió als Estats Units l'1 d'abril de 1991. Va ser dirigit per Robert Legato.
Ambientada al segle XXIV, la sèrie segueix les aventures de la tripulació de la nau de la Flota Estel·lar de la Federació Enterprise-D sota el comandament del capità Jean-Luc Picard. En aquest episodi Rob Legato va dirigir i supervisar els efectes visuals de l'episodi. Va crear un efecte 3-D on l'enorme cap del citerià sembla sortir de la pantalla, cosa que li permet tenir una conversa cara a cara amb en Picard.

## Argument
L’Enterprise és enviada a investigar l'apagada de l'Argus Array, un telescopi d'espai profund i una antena de ràdio. Geordi La Forge i el tinent Reginald Barclay agafen una transportador per examinar de prop la matriu, descobrint la presència d'una sonda alienígena a prop; la sonda emet un pols quan s'hi acosten, desactivant la transbordadora i deixant inconscient Barclay. La tripulació de l'«Enterprise» recupera la transbordadora i es veu obligada a destruir la sonda quan segueix la nau, creient que l'Argus Array va ser afectat per un pols similar. En Barclay es recupera, però la tripulació el troba molt més intel·ligent que abans. El seu coeficient intel·lectual continua augmentant i La Forge descobreix que ha passat la nit en una holocoberta discutint física quàntica amb Albert Einstein.
L'Array comença a patir una sèrie d'errors catastròfics. Barclay, amb la seva intel·ligència recentment adquirida, explica casualment com poden utilitzar els ordinadors Enterprise per evitar els errors en només dos dies, per a la incredulitat dels seus col·legues. La solució de Barclay funciona temporalment, però la taxa d'errors augmenta i Barclay troba que l'ordinador Enterprise és massa lent per seguir-li el ritme. Va a l'holocoberta i crea un dispositiu que li permet interactuar directament amb els sistemes informàtics Enterprise i de l'Array, posant fi als errors de l'Array. La tripulació descobreix que Barclay s'ha integrat massa amb l'ordinador i, quan intenten apagar l'ordinador, Barclay envia la nau a una "inversió subespai", enviant la nau a través d'una gran distància a una velocitat significativament més ràpida que la del motor de  curvatura convencional.
Arriben al centre de la Via Làctia i es troben amb un representant d'una raça d'éssers anomenats els Citerians, que són molt més avançats que els humans i es diverteixen en la seva "locomoció bípeda" i "estructura de comandament col·lectiu jeràrquica". Alliberen Barclay de l'ordinador i, sense la seva intel·ligència augmentada, arriba al pont per ajudar a explicar el que va passar. Els Citerians són exploradors amigables com la Federació, però en comptes de viatjar per trobar-se amb altres races, han llançat sondes que transmeten els coneixements tècnics necessaris perquè altres éssers puguin arribar a ells. La sonda no va poder reprogramar l'Argus Array ni la llançadora "Enterprise", cosa que va fer que fallessin. Però va poder reprogramar Barclay, donant-li el poder per dur a terme la tasca.
L' "Enterprise" es queda amb els Citerians durant deu dies, intercanviant coneixements que trigaran dècades a comprendre completament. Els Citerians retornen l' "Enterprise" a l'Argus Array. Barclay torna a la normalitat, tot i que guarda records vívids de la seva transformació temporal.

## Repartiment i doblatge al català
La sèrie va ser doblada al català pels estudis Tramontana (primera part) i Soundtrack (segona part) i emesa a TV3 l’any 1991. Els dobladors de l'episodi foren:
| Personatge                    | Actor/actriu    | Veu en català          |
| ----------------------------- | --------------- | ---------------------- |
| Jean-Luc Picard               | Patrick Stewart | Joan Crosas            |
| William Riker                 | Jonathan Frakes | Antoni Forteza         |
| Data                          | Brent Spinner   | Joaquim Sota           |
| Geordi La Forge               | LeVar Burton    | Aleix Estadella        |
| Worf                          | Michael Dorn    | Enric Arquimbau        |
| Beverly Crusher               | Gates McFadden  | Aurora Garcia          |
| Deanna Troi                   | Marina Sirtis   | Victòria Pagès         |
| Tinent Reginald 'Reg' Barclay | Dwight Schultz  | Joan Zanni             |
| Albert Einstein Hologràfic    | Jim Norton      | Fèlix Benito           |
| Tinent Linda Larson           | Saxon Trainor   | Isabael Muntaner       |
| Citerià                       | Kay E. Kuter    | Vicenç Manuel Domènech |
| Brower                        | David Coburn    | ?                      |

## Producció
El guió està inspirat en el conte de Daniel Keyes de 1959 "Flowers for Algernon" (ampliat en novel·la el 1966), en què un home amb discapacitat mental se sotmet a un procediment experimental i, per tant, adquireix una intel·ligència superior a la mitjana. A "El novè grau", però, Barclay, amb una intel·ligència mitjana, aconsegueix una veritable superintel·ligència.
El personatge de Reginald Barclay va ser introduït a l'episodi de la tercera temporada "Recerques en el buit". A l'equip de producció li va agradar i estava desitjant que tornés a aparèixer a la quarta temporada. Finalment es va oferir com el personatge principal ideal per a la història de Joe Menosky.